# كنيسة المسيح (القدس)
كنيسة المسيح هي كنيسة أنجليكانية تقع داخل البلدة القديمة في مدينة القدس، بدأ إنشاؤها عام 1834 وافتتحت رسميًا عام 1849، وتعد من أقدم مواطن البروتستانت في الشرق الأوسط، وكانت مقر أسقف مطرانية القدس الأسقفية الأنجليكانية حتى افتتاح كاتدرائية القديس جورج بالقدس عام 1899. توجد في حنية الكنيسة لوحة بها قانون إيمان الرسل والصلاة الربانية والوصايا العشر باللغة العبرية.

## التاريخ

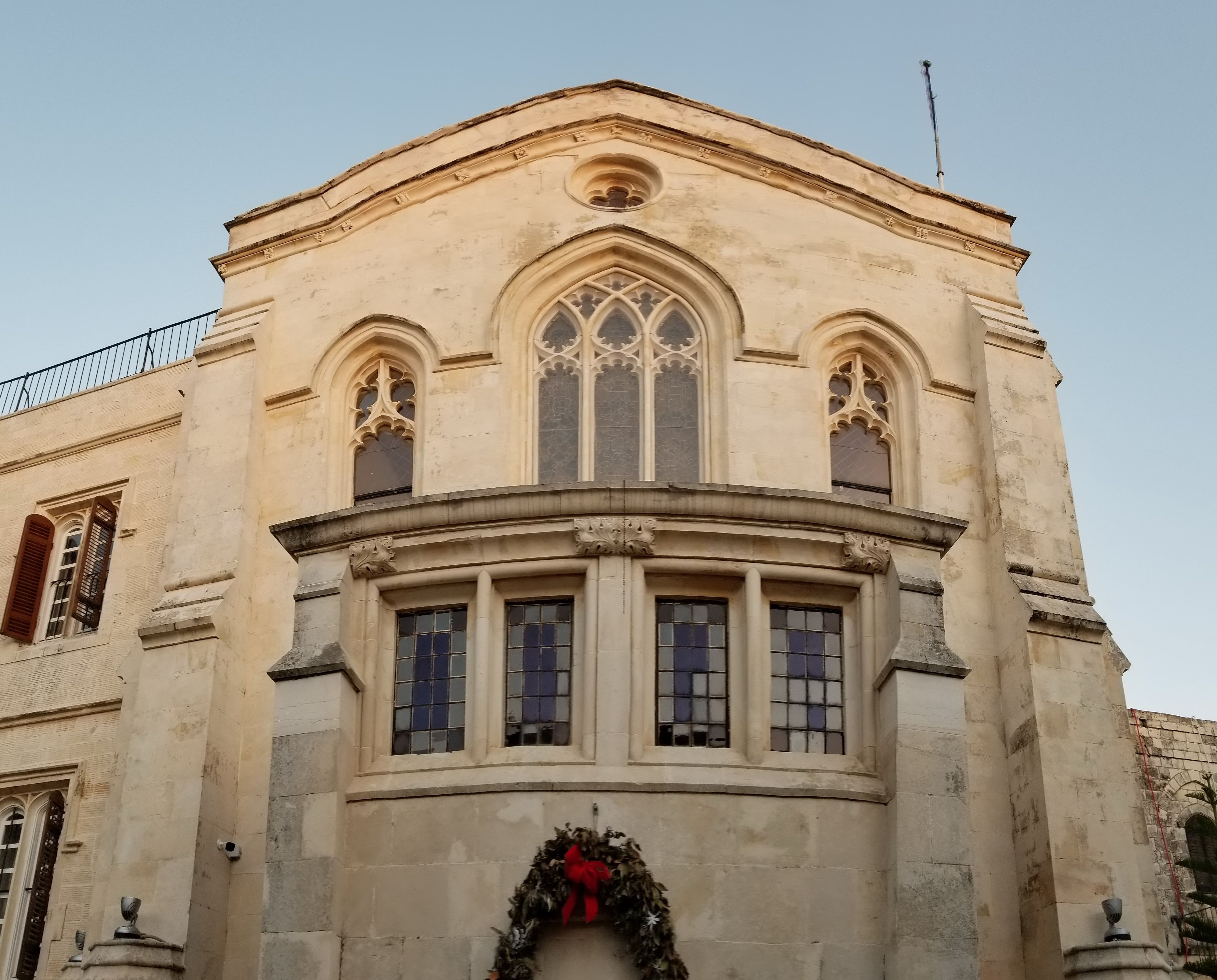
واجهة كنيسة المسيح

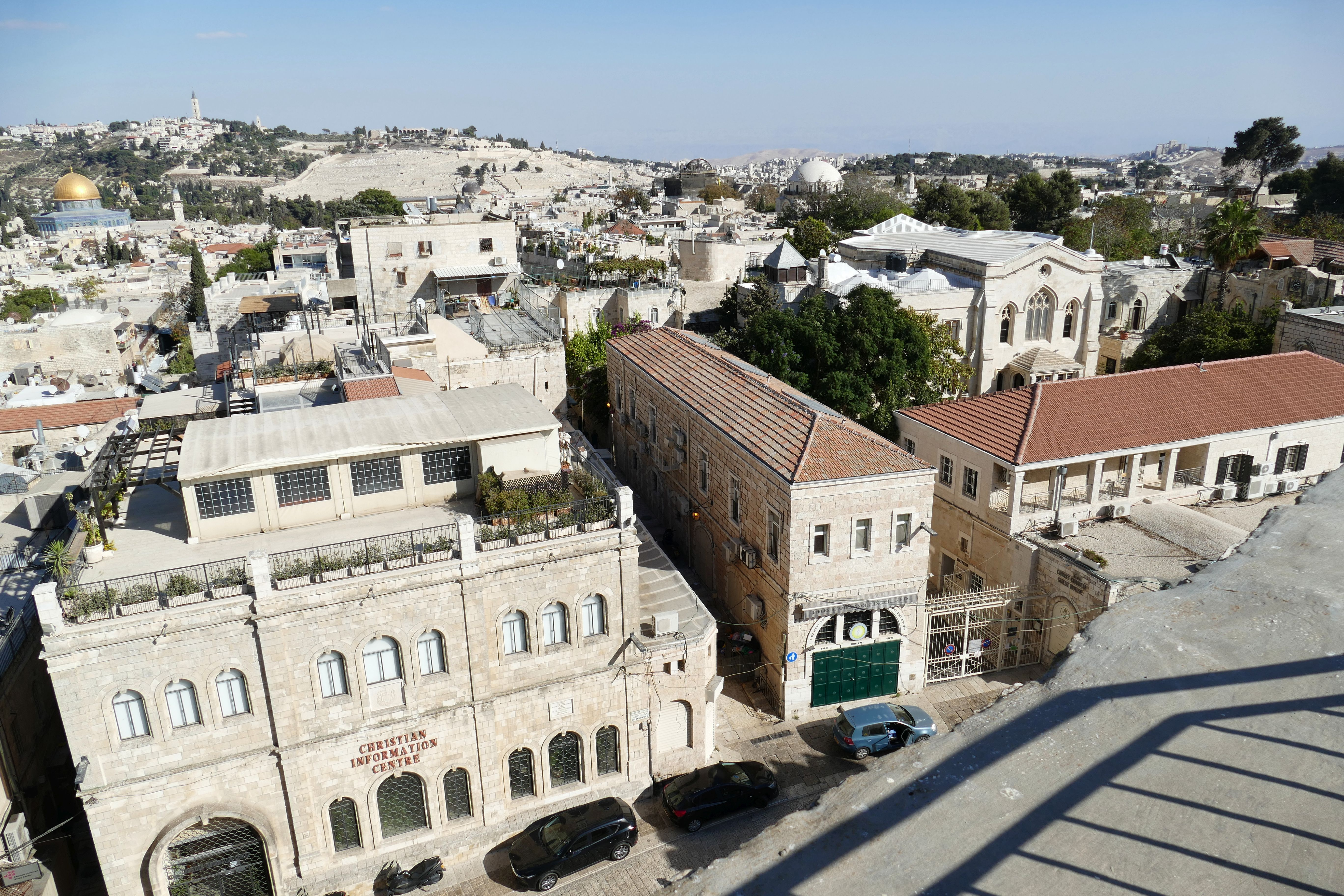
إطلالة على كنيسة المسيح وقبة الصخرة.

بدأت أعمال بناء كنيسة المسيح في داخل البلدة القديمة في مدينة القدس بتاريخ 25 نوفمبر 1834 وافتتحت الكنيسة رسميًا في 21 يناير 1849، تحت رعاية الأسقف صموئيل غوبات. ولتكون الكنيسة بذلك من أقدم مواطن البروتستانت في الشرق الأوسط.
عمل ثلاثة مهندسين معماريين في بناء الكنيسة: الأول (ويليام كاري هيلير) توفي في عام 1840 بسبب حمى التيفوئيد، بينما فصل الثاني (جيمس وود جونز) واستبداله بماثيو هابرشون في عام 1843.
قوبل بناء الكنيسة بمعارضة محلية وعثمانية كبيرة. ضغط أنتوني آشلي كوبر، إيرل شافتسبري السابع وغيره من الصهاينة المسيحيين البارزين على وزراء الخارجية العثمانيين لكي تبنى. قدمت عريضة موقعة من 1400 رجل دين و 15000 علماني إلى اللورد جورج هاملتون غوردون لدعم المشروع في 18 مارس 1845.
كانت كنيسة المسيح منذ افتتاحها عام 1849 مقرًا لأسقف مطرانية القدس الأسقفية الأنجليكانية حتى عام 1899 الذي شهد افتتاح كاتدرائية القديس جورج بالقدس وتكريسها مقرًا جديدًا للأسقف بدلًا من كنيسة المسيح وبذلك أصبحت كاتدرائية القديس جورج هي مقر الأسقف.
كان مجمع الكنيسة يضم أيضًا القنصلية البريطانية قبل اندلاع الحرب العالمية الأولى. نجا المبنى من حرب فلسطين 1947-1949 وحرب الأيام الستة وما زال يُستخدم كنيسة أنجليكانية تستقبل تجمعات تتحدث الإنجليزية والعربية والعبرية.
الكنيسة إنجيلية محافظة وتدعم إعلان القدس الصادر عن الزمالة العالمية للأنجليكان المعترفين.

## معرض صور

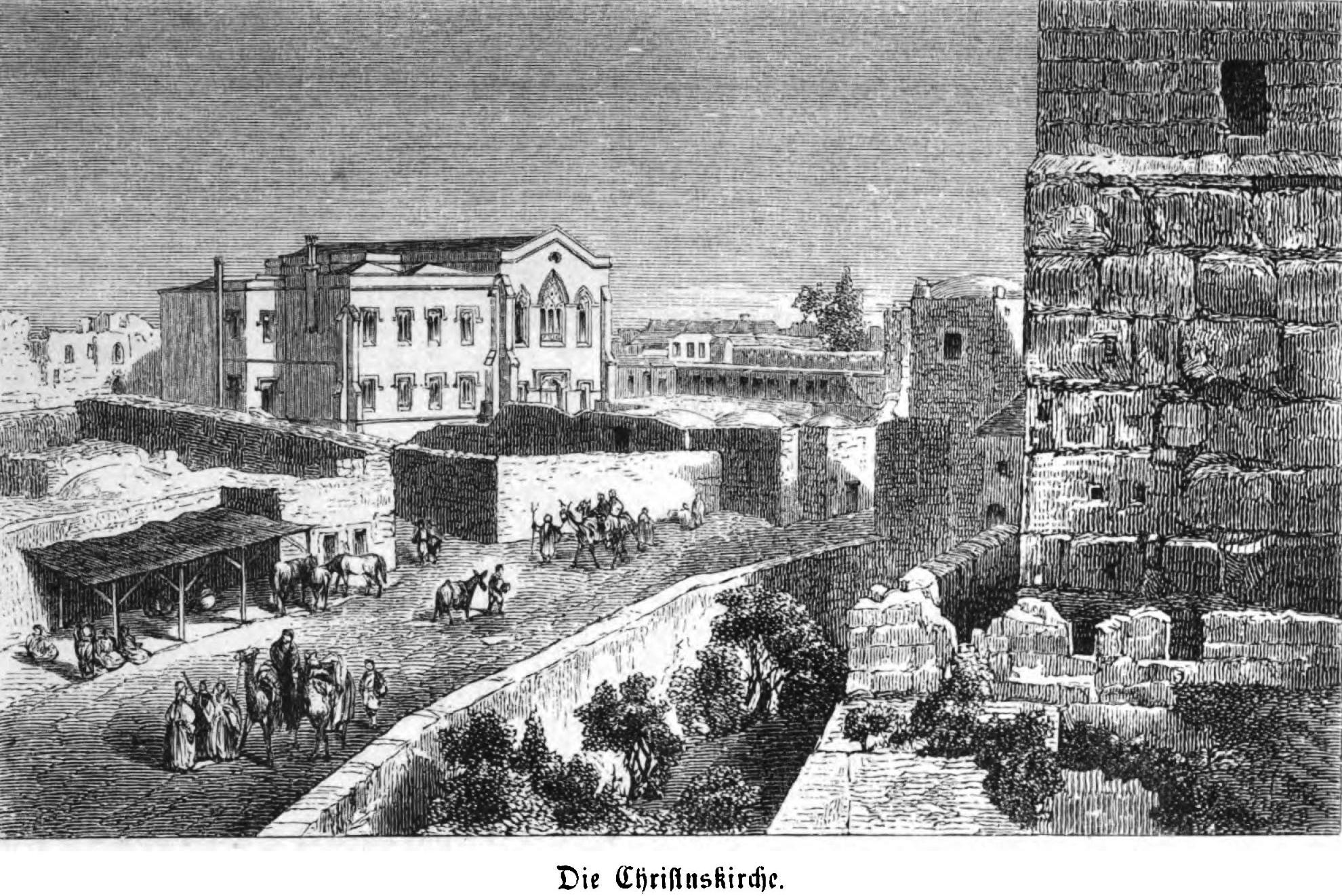
1862
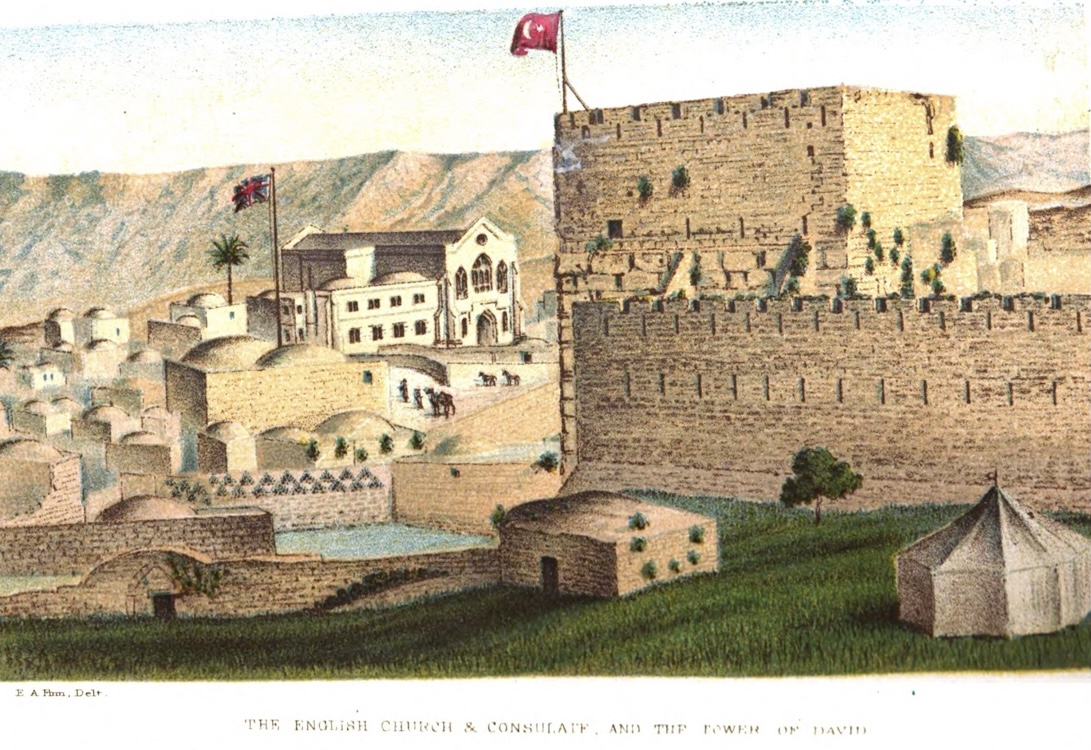
1878
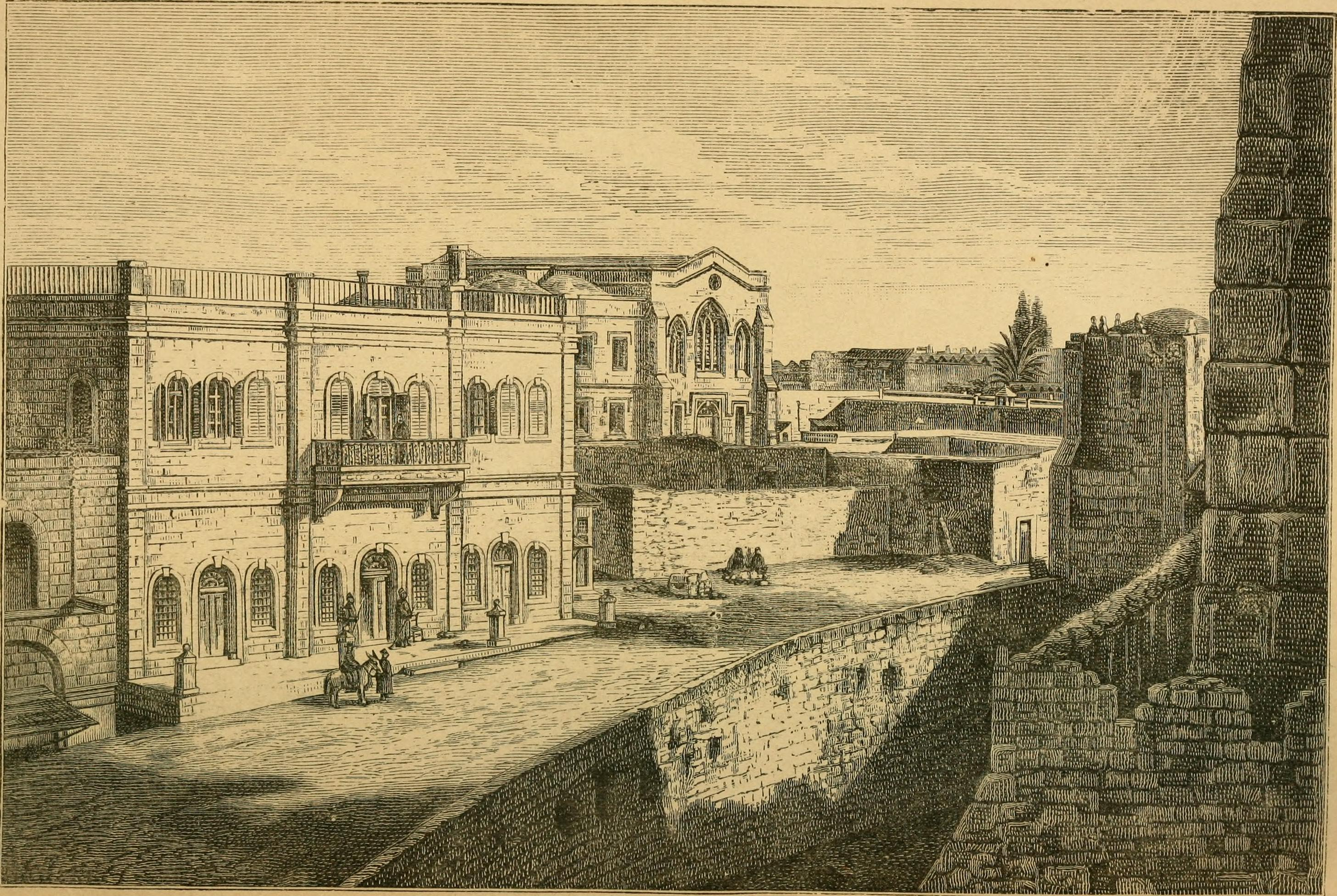
1884
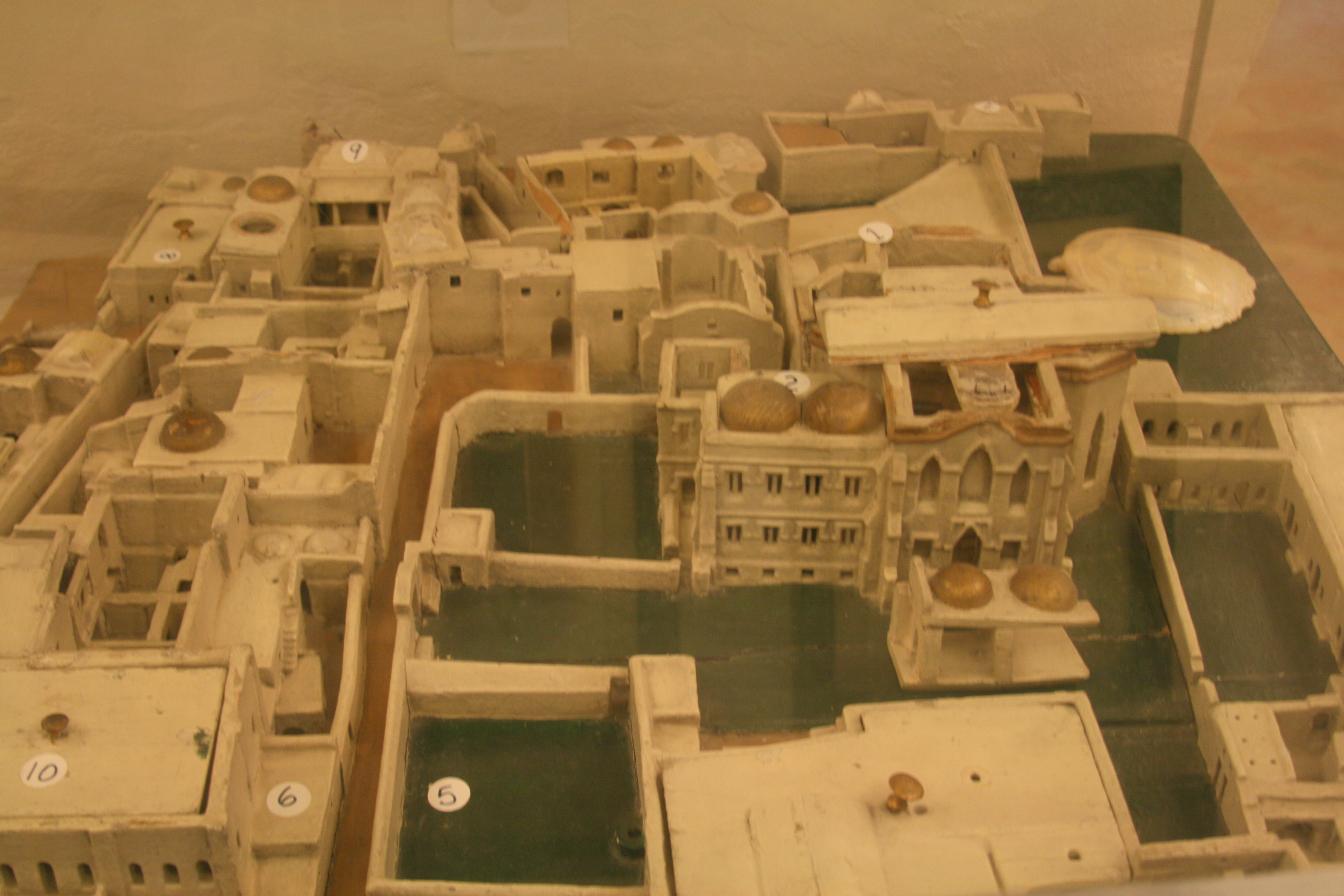
نموذج للكنيسة من القرن 19